# アン・カランダゼ
アン・カランダゼ（ジョージア語: ანნ კალანდაძე,ラテン文字転写: Ann Kalandadze, 1998年12月10日 - ）は、ジョージアの女子バレーボール選手。ジョージア代表。

## 来歴

### クラブチーム
トビリシ出身。2015年、トルコのAnkara DSİ GSKに入団し3年間プレーした。2018/19シーズンはトルコのPTT Sporでプレーした。2019/20シーズンはギリシャのAO Markopouloでプレーした。2020年5月、ポーランドのŁKSコマースコン・ウッチへの移籍が発表され、2020/21シーズンのタウロンリーガでは3位となった。2021年7月、KSディヴェロプレス・ジェシュフとの契約が発表され、2021/22シーズンのタウロンリーガで準優勝、ポーランドカップでは優勝に貢献した。2022/23シーズンも同チームでプレーし、タウロンリーガで準優勝し、自身はベストアウトサイドヒッター賞を受賞した。また、欧州チャンピオンズリーグにも出場し、チームはベスト8ながら、大会のベストアウトサイドヒッター賞を受賞する活躍をみせた。2024年4月、同チームを退団することが発表された。同年8月、トルコ1部のガラタサライへ入団することが発表された。

### 代表チーム
2015年、シニア代表に初選出され、同年のヨーロッパリーグに出場。2017年、自国開催された欧州選手権に出場した。2018年、世界選手権欧州大陸予選に出場した。2024年、ヨーロッパシルバーリーグに出場し、ベストサーバー、ベストレシーバー部門でトップの活躍をみせた。

## 球歴
- 欧州選手権 - 2017年

## 受賞歴
- 2023年 - 2022/23欧州チャンピオンズリーグ ベストアウトサイドヒッター
- 2023年 - 2022/23タウロンリーガ ベストアウトサイドヒッター

## 所属クラブ
- Ankara DSİ GSK（2015-2018年）
- PTT Spor（2018-2019年）
- AO Markopoulo（2019-2020年）
- ŁKSコマースコン・ウッチ（2020-2021年）
- KSディヴェロプレス・ジェシュフ（2021-2024年）
- ガラタサライ（2024-2025年）
- Aras Kargo SK（2025年-）